# Ulica Szara w Warszawie
Ulica Szara – jedna z ulic warszawskiego Solca.

## Przebieg
Ulica Szara jest sięgaczem. Rozpoczyna się na skrzyżowaniu z ulicą Rozbrat, a następnie biegnie w kierunku północno-wschodnim, kończąc się ślepo na terenie parku Marszałka Edwarda Rydza-Śmigłego

## Historia
Nazwa ulicy została nadana w 1771.
Przed I wojną światową ulica Szara łączyła Czerniakowską z Rozbrat. 
W 1908 pod nr 8 rozpoczęła budowa kościoła mariawickiego Przenajświętszego Sakramentu. Świątynia została zbudowana w stylu neogotyckim z wieżą, jednonawowa, sześcioprzęsłowa z nawą poprzeczną, wyodrębnionym prezbiterium i pomieszczeniami mieszkalnymi dla księży. Za kościołem znajdował się owocowo-warzywny ogród sióstr mariawitek. 
Ruiny kościoła, zniszczonego w czasie powstania warszawskiego, rozebrano w 1945. Obecnie na terenie dawnego kościoła znajduje się ogródek przedszkolny.

## Ważniejsze obiekty
- Pawilon rekreacyjny dawnego internatu Wyższej Szkoły Nauk Społecznych

## Obiekty nieistniejące
- Kościół Przenajświętszego Sakramentu